# Токанай
Токана́й (каз. Тоқанай) — село у складі Джангельдинського району Костанайської області Казахстану. Входить до складу Жаркольського сільського округу.
У радянські часи село називалось Туканай.
Населення — 49 осіб (2021; 137 у 2009, 182 у 1999, 245 у 1989).